# Ann Eringstamová
Ann Theresia Eringstamová (nepřechýleně Ann Eringstam; 23. listopadu 1977 ve Växjö) je švédská umělecká fotografka žijící v Göteborgu. Magisterské studium fotografie dokončila v roce 2006 na Univerzitě fotografie v Göteborgu.

## Životopis
Ann Eringstamová vystavovala ve Švédsku i v zahraničí, mimo jiné v Domě kultury ve Stockholmu, Hasselblad Center, galerii umění v Göteborgu, umělecké galerii Liljevalchs, galerii umění Halmstads, muzeu umění Mjellby, Eskilstuna, galerii umění Växjö a galerii umění Örebro. V roce 2012 měla samostatnou výstavu ve Finském muzeu fotografie. Eringstamová je zastoupena mimo jiné v Göteborském muzeu umění.